# NGC 2197
NGC 2197 је расејано звездано јато у сазвежђу Златна риба које се налази на NGC листи објеката дубоког неба.
Деклинација објекта је - 67° 5' 51" а ректасцензија 6h 6m 8,7s. Привидна величина (магнитуда) објекта NGC 2197 износи 13,5 а фотографска магнитуда 13,8. NGC 2197 је још познат и под ознакама ESO 86-SC58.